# Kwaksan-gun
Kwaksan-gun (koreanska: 곽산군) är en kommun i Nordkorea.   Den ligger i provinsen Norra P'yŏngan, i den västra delen av landet, 90 km nordväst om huvudstaden Pyongyang.